# 胡塔 (科韋利區)
胡塔（烏克蘭語：Гута）是位於烏克蘭西北部沃倫州科韋利區的村莊，面積2.28平方公里，海拔高度167米，2001年人口1,694，人口密度每平方公里743.96人。